# Gustav Henoch
Gustav Henoch (* 17. Mai 1834 in Gleißen in der Neumark; † 4. September 1898 in Gotha; vollständiger Name: Gustav Maria Joseph Wilhelm Ferdinand Henoch) war ein deutscher Ingenieur, der in Deutschland und Österreich in den Bereichen Bergbau und Wasserversorgung tätig war. Er war unter anderem der Erfinder einer 1858 in Österreich privilegierten (≈ patentierten) Sicherheitslampe für Steinkohlen-Bergwerke.

## Leben und Wirken
Henoch war jüdischer Abstammung und wuchs als Sohn von Ludwig Henoch im Herzogtum Nassau auf. Später konvertierte er zur evangelischen Konfession. Nach einiger Zeit in der nassauischen Residenzstadt Wiesbaden war er als Oberbergingenieur bei Direktion der unternehmenseigenen Bergwerke der k.k. privilegierten Österreichischen Staatseisenbahn-Gesellschaft in Wien tätig, wo er bis 1864 blieb. Danach ging er nach Plauen im Vogtland (Königreich Sachsen), wo er nach dem frühen Tod seiner ersten Frau 1868 eine zweite Ehe schloss. In Plauen war er seit 1865 für die Planung und Ausführung der Wasserversorgung zuständig. Auch die Anlagen der Wasserwerke in Reichenbach, Altenburg, Chemnitz, Schneeberg und Gotha gehen auf ihn zurück. Deshalb erhielt er mehrere Orden und Auszeichnungen und bekam am 6. November 1865 die Ehrenbürgerwürde der Stadt Plauen verliehen. Das Herzogtum Sachsen-Coburg und Gotha zeichnete ihn im November 1872 mit dem Ehrentitel eines Geheimen Baurats aus, zu dieser Zeit war er noch in Altenburg ansässig und trug bereits den Titel Baurat.

## Schriften
- Sicherheitslampe für Steinkohlengruben. In: Zeitschrift des Österreichischen Ingenieur-Vereines, 10. Jahrgang 1858, S. 9–11.
- Über die von der französischen Regierung  in der Sahara unternommenen artesischen Bohrungen. In: Zeitschrift des Österreichischen Ingenieur-Vereines, 10. Jahrgang 1858, S. 109 f.
- Quellenbildung mit Bezug auf die Quellen im Milmesthale. In: Vogtländischer Anzeiger vom 17./18. Mai 1865.